# Casola di Napoli
Casola di Napoli là một đô thị ở tỉnh Napoli ở vùng Campania, cách khoảng 30 km về phía đông nam của Napoli. Tại thời điểm ngày 31 tháng 12 năm 2004, đô thị này có dân số 3.752 người và diện tích là 2,6 km².
Casola di Napoli giáp các đô thị: Gragnano, Lettere.